# Epanerchodus multiprocessus
Epanerchodus multiprocessus är en mångfotingart som beskrevs av Mikhaljova 200. Epanerchodus multiprocessus ingår i släktet Epanerchodus och familjen plattdubbelfotingar. Inga underarter finns listade i Catalogue of Life.